# Piraino
Piraino ist eine Stadt der Metropolitanstadt Messina in der Region Sizilien in Italien mit 3794 Einwohnern (Stand 31. Dezember 2023).

## Lage und Daten
Piraino liegt 87 km westlich von Messina. Die Einwohner arbeiten hauptsächlich in der Landwirtschaft und im Tourismus. 
Der Autobahnanschluss Brolo an der A20/E90 ist etwa 9 km entfernt.
Die Nachbargemeinden sind Brolo, Gioiosa Marea und Sant’Angelo di Brolo.

## Geschichte
Der Ort entstand im Mittelalter. Das genaue Gründungsjahr ist nicht bekannt.

## Sehenswürdigkeiten
- Kirche del Rosario
- Pfarrkirche, erbaut im 16. Jahrhundert, im Laufe der Zeit öfter verändert
- Kirche Santa Caterina mit Gemälden aus dem 17. Jahrhundert

## Einzelnachweise

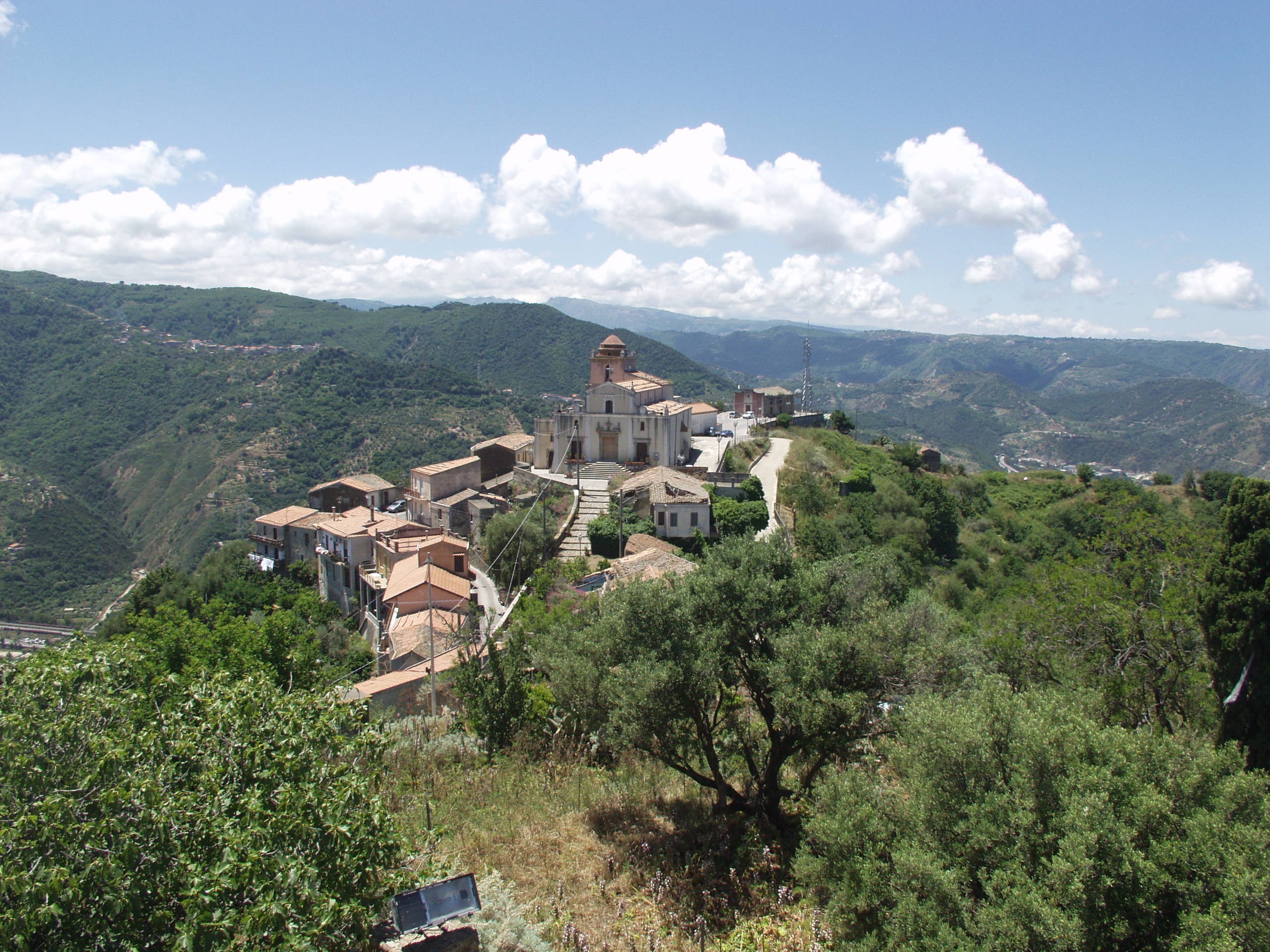
Piraino
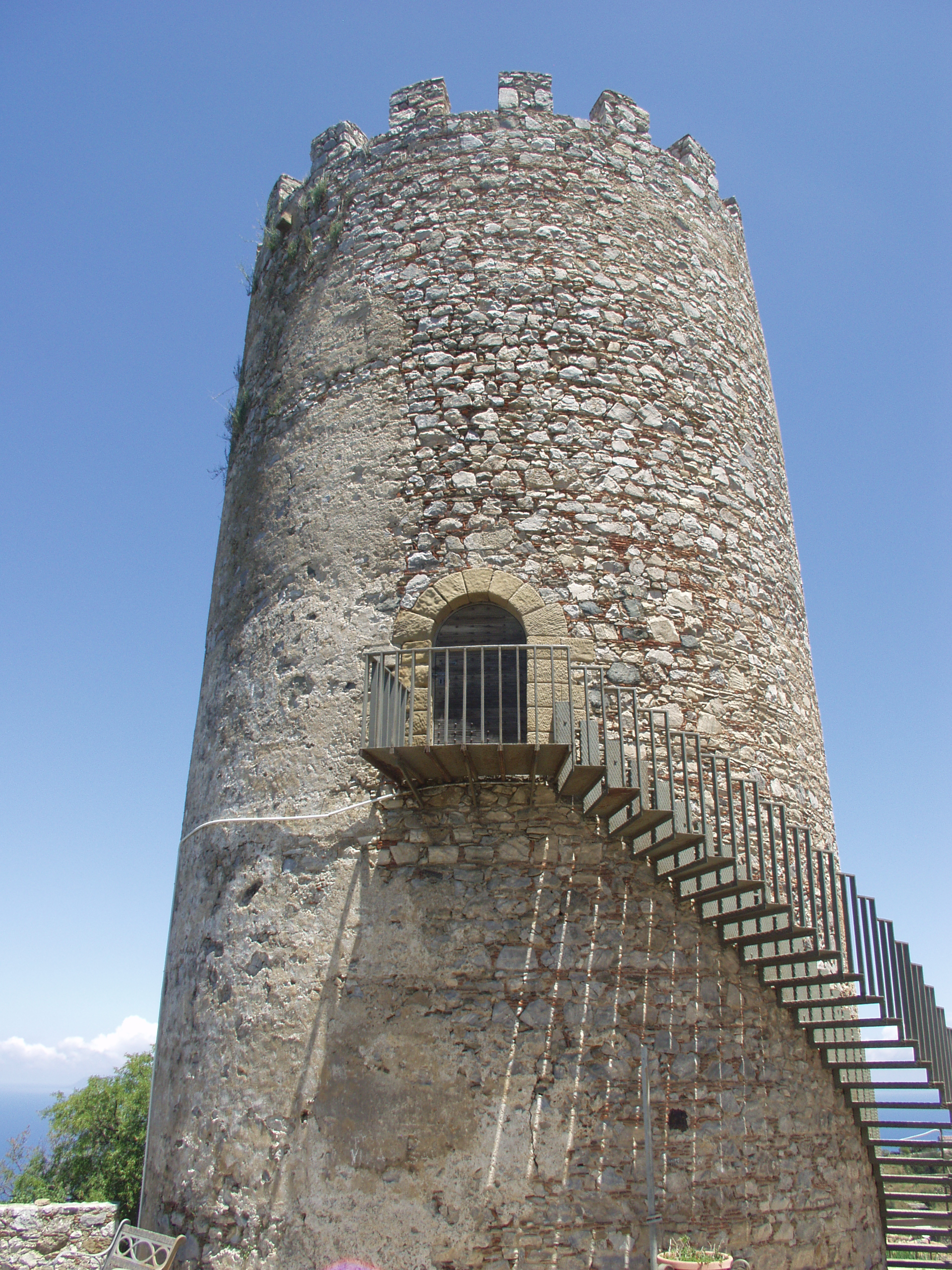
Torre Saracena
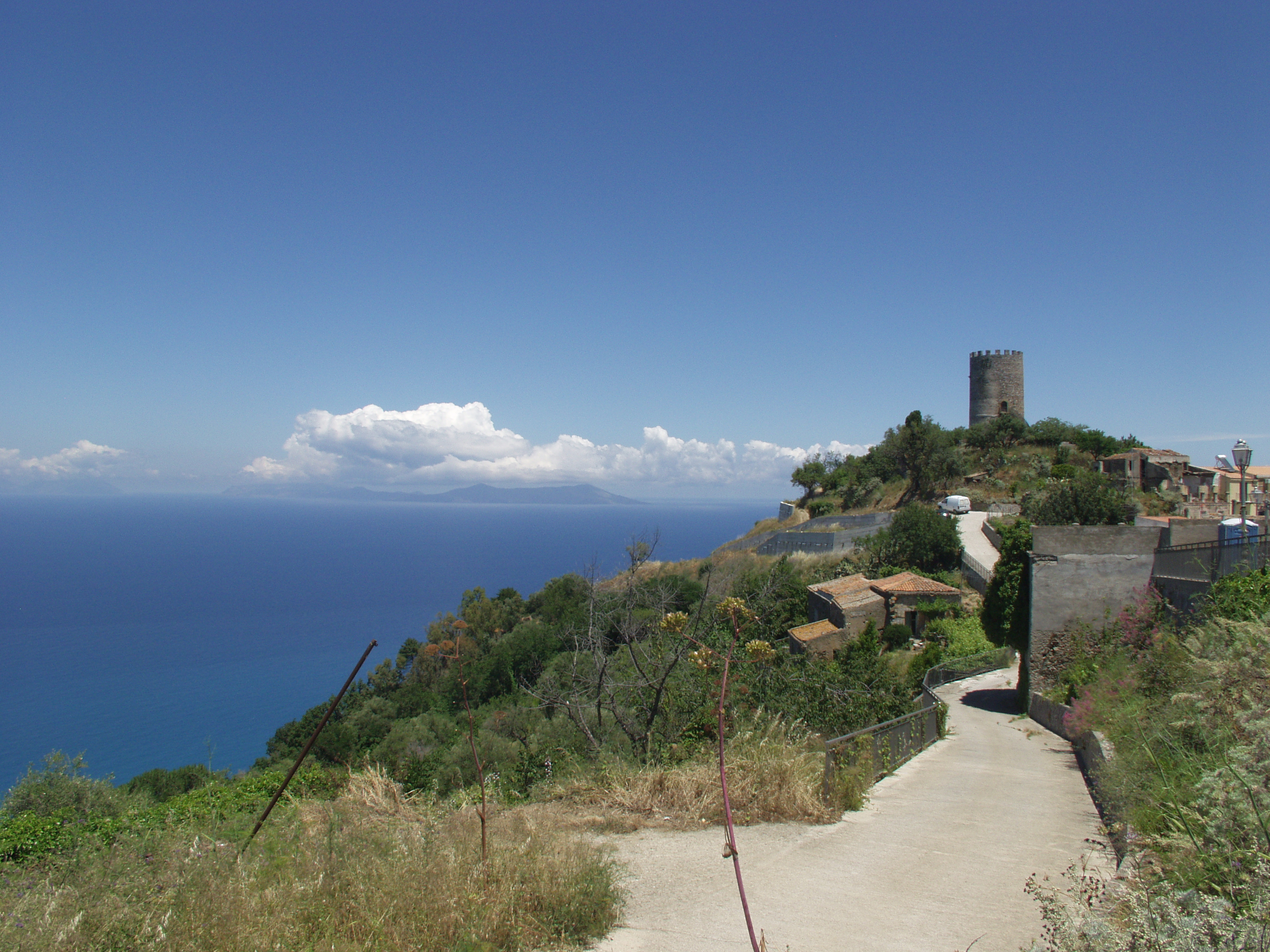
Torre Saracena